# Union sportive Castres Football
L'Union Sportive Castres Football est un club français de football basé à Castres (département du Tarn, région Occitanie).
Depuis 2016, le club évolue en Régional 3 de la ligue de Midi-Pyrénées de football (D8).

## Palmarès
- Cinq saisons passées en Championnat de France amateurs de 1965 à 1970 et trois saisons passées en Division 3 de 1970 à 1973
- Vainqueur de groupe de CFA (Gr. Sud-Ouest) : 1967
- Champion de Midi-Pyrénées : 1965
- 1/16e de finaliste de la Coupe de France : 1947

## Histoire
En 1965, l’Étoile sportive castraise devient champion de Division Honneur du Midi devant Toulouse Fontaines Club. Le club accède ainsi au Championnat de France amateurs (CFA) dans le groupe Sud-Ouest.
En 1967, l’Étoile Sportive Castraise termine à la première place du groupe Sud-Ouest du Championnat de France amateurs (CFA). Les Castrais terminent à la troisième et dernière place du groupe A de la phase finale derrière l’US Quevilly et le Gazélec Ajaccio.
En 1973, l’Étoile Sportive Castraise est reléguée en Division Honneur. Le club ne reviendra plus jamais au niveau national.
En juin 1998, l’Étoile Sportive Castraise s’associe avec l’AS Puech-Auriol pour former le Castres Football Club.
En 2014, le Castres Lameilhe Football Club et le Castres Football Club décident de fusionner avec la volonté de construire un club plus fort. Ils forment l'Union Sportive Castres Football.

## Logos

Ancien Logo
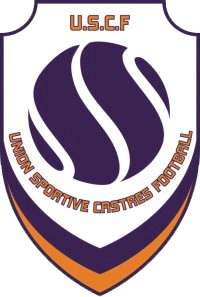
Logo depuis 2014

## Personnalités

### Anciens joueurs
Le club a vu passer par ses équipes de jeunes plusieurs joueurs devenus professionnels par la suite :
- Nabil Taïder[1], ancien joueur du Toulouse Football Club, international espoir français, puis international tunisien, passé par le Parme FC et le club slovène du ND Gorica ;
- Guillaume Borne, ayant évolué en Ligue 1 sous les couleurs du Stade rennais et de l'US Boulogne et en Ligue 2 avec le Stade brestois et l'US Boulogne, passé également par l'équipe de France des moins de 19 ans, qui a fini sa carrière à l'AS Vitré ;
- Saphir Taïder[2], ancien joueur du Grenoble Foot 38 et du Bologne FC, international algérien également passé par les sélections françaises -18 ans, -19 ans et -20 ans, qui a évolué à l'Inter Milan.

### Entraîneurs
- 1990-1991 :  Alain Merchadier
- 2009-2011 :  David Welferinger
- 2011-? :  Francis Baïsse[3]
- 2015-? :  Stéphane Fournier[4]
- 2023-2024 :  Christophe Pillon[5]
- 2024- :  Jérôme Rayssiguier[6]